# Bobby Smith (Eishockeyspieler)
Robert David „Bobby“ Smith (* 12. Februar 1958 in North Sydney, Nova Scotia) ist ein ehemaliger kanadischer Eishockeyspieler (Center) und derzeitiger -trainer, der von 1978 bis 1993 für die Minnesota North Stars und die Montréal Canadiens in der National Hockey League spielte.

## Karriere
Als Junior spielte er in der OHA für die Ottawa 67’s. Nach einer überragenden Saison mit 192 Punkten wurde er beim NHL Amateur Draft 1978 als Gesamterster von den Minnesota North Stars ausgewählt. Er hatte in diesem Jahr auch für Kanada bei der Junioren-Weltmeisterschaft gespielt.
Sofort in der Saison 1978/79 schaffte er den Durchbruch bei den North Stars und mit 30 Toren und 74 Punkte gewann er die Calder Memorial Trophy als bester Rookie. In seinem dritten Jahr in Minnesota schaffte er mit dem Team den Einzug in die Stanley Cup Finals, doch dort waren die New York Islanders in dieser Zeit nicht zu überwinden.
Im Laufe der Saison 1983/84 gaben die North Stars ihn an die Montréal Canadiens ab. Dort konnte er 1986 gemeinsam mit dem hervorragenden Rookie-Torwart Patrick Roy seinen ersten und einzigen Stanley Cup gewinnen. Nach einer Niederlage in den Cup Finals 1989 wechselte er zur Saison 1990/91 zurück zu den Minnesota North Stars.
Zurück in Minnesota konnte er sofort ein weiteres Mal in die Finals einziehen, dieses Mal waren es die Pittsburgh Penguins um Mario Lemieux, die seinen zweiten Stanley-Cup-Sieg verhinderten. Er blieb noch zwei Jahre bei den North Stars und erreichte in dieser Zeit als 32. NHL-Spieler die 1.000 Punkte Marke. 1993 beendete er seine aktive Karriere.
Von 1997 bis 2000 war er bei den Phoenix Coyotes als General Manager tätig. Seit 2003 ist er Besitzer der Halifax Mooseheads, ein Eishockeyfranchise aus der QMJHL. Im Oktober 2010 übernahm er als Cheftrainer die Nachfolge von Cam Russell bei den Mooseheads, der dem Franchise als General Manager erhalten blieb.

## Erfolge und Auszeichnungen
- 1977 George Parsons Trophy
- 1978 Bronzemedaille bei der Junioren-Weltmeisterschaft
- 1978 Red Tilson Trophy
- 1978 Eddie Powers Memorial Trophy
- 1978 CHL Player of the Year
- 1979 Calder Memorial Trophy
- 1982 Bronzemedaille bei der Weltmeisterschaft
- 1986 Stanley-Cup-Gewinn mit den Montréal Canadiens

## Team-Rekorde
- 114 Punkte in einer Saison für die Minnesota North Stars (43 Tore und 71 Assists NHL 1981/82)